# Petra Schneppe
Petra Schneppe (* 2. Juni 1950 in Wuppertal) ist eine deutsche Politikerin der SPD und von 2007 bis 2010 Landtagsabgeordnete in Nordrhein-Westfalen für den Wahlkreis 48 Krefeld II.

## Ausbildung und Beruf
Nach ihrem Abitur im Jahre 1970 begann Petra Schneppe ein Studium der Psychologie und der neueren deutschen Literatur (1988 bis 1991). Von 1989 bis 1991 war sie in der Erwachsenenbildung TÜV Rheinland tätig.

## Familie
Schon über 35 Jahre lebt Petra Schneppe in Krefeld. Sie ist Mutter von zwei Kindern und verwitwet. Bis zu ihrem Amt als Landtagsabgeordnete war sie Hausfrau.

## Abgeordnete
Am 7. März 2007 ist Petra Schneppe als Landtagsabgeordnete für den Wahlkreis 48 Krefeld II in Nordrhein-Westfalen nachgerückt. Sie übernahm den Sitz des am 6. März 2007 zurückgetretenen Jochen Dieckmann. Für die Wahl 2010 kandidierte sie nicht mehr.

## Politisches
1970 trat Petra Schneppe in die SPD ein. Sie wurde im selben Jahr Bezirksverordnete in Krefeld Süd. Seit 1976 ist sie sachkundige Bürgerin im Rat der Stadt Krefeld. Seit 1994 ist sie Mitglied des Rates der Stadt Krefeld und wurde zur stellvertretenden Fraktionsvorsitzenden der Ratsfraktion gewählt. Ihre Fachbereiche sind Schule, Jugend und Soziales. 1998 wurde sie erstmals zur stellv. Parteivorsitzenden in Krefeld gewählt. Dieses Amt bekleidete sie acht Jahre lang. Seit 1999 leitet Petra Schneppe als Vorsitzende den Aufsichtsrat der Krefelder Wohnstätte. Bei der Kommunalwahl 2004 konnte sie ihren Kommunalwahlkreis Lehmheide erneut direkt gewinnen.
Sie ist seit 2004 Vorsitzende des Ausschusses für Schule und Weiterbildung der Stadt Krefeld. In ihrem Ortsverein Krefeld Süd ist sie stellvertretende Vorsitzende.

## Engagement
Über ihre politische Arbeit hinaus engagiert sich Petra Schneppe seit vielen Jahren ehrenamtlich in zahlreichen Vereinen und Verbänden, so unter anderem in donum vitae oder auch im Arbeitskreis Krefelder Frauenverbände (AKF), dessen stellv. Vorsitzende sie ist. In dieser Funktion unterstützt sie seit Jahren die Organisation und Durchführung von Spiel ohne Ranzen im Krefelder Stadtwald. Im Bürgerverein Süd-West e.V. Krefeld ist sie ebenfalls stellvertretende Vorsitzende. Petra Schneppe ist neben ihrem langjährigen bürgerschaftlichen Engagement in verschiedenen Funktionen in der katholischen Kirche ehrenamtlich aktiv. Außerdem vertritt sie den AWO Kreisverband Krefeld e.V. als Vorsitzende.